# Innocenzo Ferrieri
Innocenzo Ferrieri (Fano, 14 de setembro de 1810 - Roma, 13 de janeiro de 1887) foi um cardeal italiano do século XIX.

## Biografia
Innocenzo estudou na Universidade de Macerata, onde recebeu um doutorado ad honorem em filosofia, em 20 de julho de 1829; e no Arquiginásio de Roma, onde obteve um doutorado em teologia em agosto de 1833; e um doutorado in utroque iure, tanto direito canônico quanto civil, em junho de 1837.
Ordenado em 20 de setembro de 1834, em Roma. Auditor da nunciatura em Nápoles. Capelão comune supernumerario, 1838-1847; com título de monsenhor, 1844. Encarregado de Negócios da Santa Sé na Holanda e vice-superior da missão naquele país, 1841-1848. Entrou para o secretariado da Sagrada Congregação de Assuntos Eclesiásticos Extraordinários em 1º de abril de 1842. Camareiro particular do Papa Gregório XVI.
Eleito arcebispo titular de Side em 4 de outubro de 1847. Consagrado em 10 de outubro de 1847, Roma, pelo Papa Pio IX, assistido por Giovanni Giuseppe Canali, patriarca latino titular de Constantinopla, e por Giovanni Niccolò Tanari, patriarca latino titular de Antioquia. Assistente no Trono Pontifício, 23 de novembro de 1847. Visitador de todas as dioceses, missões e vicariatos sob a jurisdição otomana e das ilhas do Mar Mediterrâneo, 13 de dezembro de 1847 a agosto de 1848. Núncio apostólico na Bélgica, 15 de novembro de 1848 a setembro de 1850. Núncio no Reino das Duas Sicílias, 30 de setembro de 1850 a 1856; permaneceu em Nápoles até 1858. Núncio em Portugal, 15 de julho de 1856; chegou a Portugal em 3 de outubro de 1858 e apresentou suas credenciais em 6 de dezembro de 1858.
Criado cardeal-presbítero no consistório de 13 de março de 1868; recebeu o chapéu vermelho e o título de S. Cecília, em 24 de setembro de 1868. Participou do Primeiro Concílio do Vaticano, 1869-1870. Prefeito da Sagrada Congregação de Indulgências e Relíquias, 31 de março de 1875. Pró-prefeito da Sagrada Congregação de Bispos e Regulares, 6 de julho de 1876. Camerlengo do Sagrado Colégio dos Cardeais, 12 de março de 1877 a 28 de fevereiro de 1879. Participou do conclave de 1878, que elegeu o Papa Leão XIII. Prefeito da Sagrada Congregação de Bispos e Regulares e da Sagrada Congregação da Disciplina dos Regulares, de 1878 até 12 de agosto de 1886, quando renunciou.
Cardeal Ferrieri faleceu em 13 de janeiro de 1887, às 21h05, em Roma. Exposto na Basílica dos Santos Doze Apóstolos, onde ocorreu a missa fúnebre em 16 de janeiro de 1887, celebrada pelo arcebispo Antonio Maria Grasselli; compareceram dezesseis cardeais, o embaixador de Portugal, o ministro da Bélgica e o grão-mestre da Ordem Soberana de São João de Jerusalém; a absolvição final foi dada pelo cardeal Carlo Sacconi, decano do Sacro Colégio dos Cardeais. Os restos mortais do cardeal foram sepultados em 16 de janeiro no cemitério Campo di Verano.

## Link externo
- Catholic-Hierarchy